# Фленсбуршка влада
Влада Фленсбурга (нем. Flensburger Regierung), позната и као кабинет Фленсбург (Flensburger Kabinett), влада Дениц (Regierung Dönitz) или кабинет Schwerin von Krosigk (Kabinett Schwerin von Krosigk), била је краткотрајна влада нациста Немачке током периода од три седмице око краја Другог светског рата у Европи. Влада је формирана након самоубиства Адолфа Хитлера 30. априла 1945. у време битке за Берлин. На челу је био велики адмирал Карл Дениц као председник Рајха и гроф Луц Шврајн фон Кросиг као председник владе.
Администрација је била названа "Влада Фленсбурга" јер је седиште Деница било пребачено у луку Фленсбург у северној Немачкој 3. маја 1945. Због брзог савезничког напретка, њена номинална надлежност на самом почетку била је ограничена на уски клин територије која се простирала од аустријске границе преко Берлина до данске границе; који је, од 25. априла 1945. године, у америчком нападу смањивао да се споји са совјетским снагама у месту Торгау на Елби. Након капитулације свих немачких оружаних снага 8. маја, Влада Фленсбурга је изгубила све директне територијалне, војне или грађанске надлежности, а сви дипломатски односи су повучени. Западни савезници дозволили су влади Фленсбурга да настави да се састаје и спроведе оно што би могао до 23. маја, када су распустили владу и ухапсили своје чланове као ратни заробљеници.

## Формирање
Једном када је постало очигледно да је Хитлер намјеравао да остане и умре у опкољеном граду Берлину, делотворна целовита команда немачких оружаних снага извршава се преко Oberkommando der Wehrmacht (Немачке високе команде), која се преселила у Рајнсберг. Предвиђајући да ће територија којом је влада Немачка ће се поделити, одвојене војне и цивилне команде је привремено успостављено 15. априла; под пољским маршалом Албертом Кеселрингом на Пулаху за снаге на југу и западу и под гранд адмирала Карла Деница у Плону за снаге на северу и истоку; али онда је Хитлер застао да им пренесе извршну војну власт.
Вилхелм Кајтел и Алфред Јодл, из Врховне командне војске, састали су се 27. априла у Рајнсбергу са Карлом Деницом и Хајнрих Химлером, како би разговарали о ратној ситуацији сада када се пад Берлина није могао спречити. Химлер је преузео столицу као признати заменик Фирера; и од осрамоћивања и смењивања Хермана Геринга, Хитлеровог очекивани наследник. Док су 28. априла напустили Рајнсберга, Химлер је затражио од Деница да потврди да ће бити вољан да служи у влади сљедбама коју би Химлер могао формирати. Тај дан, међутим, Британци и Американци су објавили тајне предлоге Химлера за посебан мир на Западу (што су одбили). Дана 29. априла Дениц је примио телеграм од Мартина Бормана најављујући смјену Химмлера са свих радних мјеста и наредио његово хапшење за издају. Дениц је 30. априла отишао у сједиште Химлера у Либеку да би се суочио са оптужбама, али Химлер их је ускратио као измишљену пропаганду. Када је још један телеграм из Бормана тог дана потврдио и отпуштање и именовање Деница за Хитлеровог наследника, положај Химлера постао је неодржив, а Дениц га је те ноћи позвао у Плен да му то каже.
Са Химлером и Герингом оптужен за претеране преговоре са непријатељем, Хитлер је у свом политичком сведочењу назвао великог адмирала Деница, наследника Рајха и Врховног команданта Оружаних снага, и именованог министра пропаганде Јозефа Гебелса, шефа владе као Рајха канцелара Гебелс је 1. маја извршио самоубиство у Берлину у Фирербункеру. Истог дана, Дениц је прихватио канцеларије Врховног команданта и шефа државе на одвојеним емитираним адресама немачким оружаним снагама и немачком народу. Преостали министри Хитлерове владе, који је побегао од пада Берлина да се придруже Деницу у касарни "Vermacht" близу Плона у Холштајну, поднео је оставку наредног дана. С обзиром на сумњу да је Борман могао побјећи из Берлина и да намерава да преузме власт, Дениц се састао са Хитлеровим бившим министром финансија Луц Графом Сверином вон Кросиком и замолио га да оснује нову владу Рајха.
Кабинет грофа Кросигка први пут се састао у Еутину, на који је он и његово министарско особље евакуисано, 2. маја. Касније 2. маја, а с обзиром на брзе напредујуће снаге британске војске друге армије које су се приближавале Либеку, Дениц се састао са вон Кросигком, Паул Вегенером, Химлером и Кеителом како би разговарали о хитној нужности даљњег пресељења. Химлера се залагао за прелазак у Праг, а затим и за последњи главни град централне Европе у немачким рукама, и ближе напретку америчких снага са којима се надао да ће лично преговарати, али је Дениц одбио санкционисати било који потез ван граница Немачке. Штавише, политичка ситуација Протектората Чешка и Моравска била је веома нестабилна. Дениц је уместо тога одлучио да пређе на морнаричку академију Мурвик у Флензбургу близу данске границе. Кабинет се састао у спортској школи поморске академије; док су административне канцеларије и смештај различитих министарстава основани на линији Патриа, везана за луку Флензбург.

## Кабинет
Задржавајући неке чланове из претходног Хитлеровог кабинета, Влада Карла Деница састојала се од следећих људи:
| Кабинет Карла Деница 2. мај 1945 – 23. мај 1945 | Кабинет Карла Деница 2. мај 1945 – 23. мај 1945 | Кабинет Карла Деница 2. мај 1945 – 23. мај 1945 |
| ----------------------------------------------- | ----------------------------------------------- | ----------------------------------------------- |
| Канцеларија                                     | Име                                             | Партија                                         |
| Водећи министар                                 | Луц Граф Шврајн вон Кросик                      | нестраначки                                     |
| Министар спољних послова                        | Луц Граф Шврајн вон Кросик                      | нестраначки                                     |
| Министар унутрашњих послова                     | Вилхелм Штукарт                                 | НСДАП                                           |
| Министар правде                                 | Ото Џорџ Тирак                                  | НСДАП                                           |
| Министар финансија                              | Луц Граф Шврајн вон Кросик                      | нестраначки                                     |
| Министар за економију                           | Алберт Шпер                                     | НСДАП                                           |
| Министар за храну и пољопривреду                | Херберт Бејк                                    | НСДАП                                           |
| Министар за рад                                 | Франц Селдте                                    | НСДАП                                           |
| Министар за рат                                 | Председник Карл Дениц                           | НСДАП                                           |
| Министар саобраћаја                             | Јулијус Дорпмилер                               | НСДАП                                           |
| Министар за поштанске послове                   | Јулијус Дорпмилер                               | НСДАП                                           |
| Министар за наоружање и ратну производњу        | Алберт Шпер                                     | НСДАП                                           |